# N-bromosuccinimida
La N-Bromosuccinimida o NBS, es un reactivo químico que es usado en sustitución radicalaria y reacciones de adición electrófila en Química orgánica. El NBS se puede considerar como una fuente de bromo.

## Reacciones de laN-bromosuccinimida

### Adición en alquenos
El NBS reacciona con alquenos en disoluciones acuosas para dar halohidrinas. Las condiciones preferibles son la adición del NBS al alqueno en una disolución acuosa al 50% de DMSO, DME, THF o tert-butanol a 0 °C. Se produce la formación del ion bromonio y el inmediato adición de agua Markownikoff y en anti.
También se forman α-bromo-cetonas y compuestos dibromados, que puede evitarse usando NBS cristalizado.
Con la adición de nucleófilos en vez de agua se pueden sintetizar varios alcanos bifuncionales.

### Bromación alílica y bencílica
Las condiciones estándar para usar el NBS en bromación alílica y/o bencílica requiere que el NBS esté disuelto en anhidro CCl4 con un radical iniciador, generalmente azo-bis-isobutirilnitrilo (AIBN), peróxido de benzoilo, radiación o ambos efectos para conseguir una iniciación radicalaria. También es conocido como reacción de Wohl-Ziegler.
El CCl4 debe mantenerse en anhidro durante toda la reacción dado que la presencia de agua podría hidrolizar el producto deseado. El BaCO3 suele usarse para mantener condiciones de anhidro y libre de ácidos.

### Bromación del carbonilo y derivados
El NBS puede α-bromar derivados carbonílicos bien vía radicalaria (imagen superior) o bien vía de catálisis ácida. Por ejemplo, el 1-clorohexanal puede bromarse en la posición α con NBS usando un ácido como catalizador.
La reacción con enoles, enoléteres o acetato de enoles con NBS es el método preferido de α-bromación gracias a que da pocos productos de mezcla.

### Bromación de compuestos aromáticos
Los compuestos aromáticos pueden ser bromados usando NBS. Usar DMF como disolvente da grandes niveles de paraselectividad. 

### Transposición de Hofmann
El NBS en presencia de una base fuerte, como por ejemplo DBU, reacciona con aminas primarias para producir carbamatos mediante la Transposición de Hofmann.

### Oxidación selectiva de alcoholes
Aunque es poco común es posible que el NBS oxide alcoholes. Elias J. Corey descubrió que se puede oxidar alcoholes secundarios en presencia de alcoholes primarios en DME acuoso.

## Preparación
En una disolución con agua helada bien removida de succinimida se le añade NaOH y después bromo. El producto, NBS, precipita y puede ser recogido por filtración. Para purificar el NBS puede recristalizarse con agua.

### Purificación por recristalización
NBS impuro, ligeramente amarillo, puede dar resultados no deseados. Puede recristalizarse del siguiente modo: en un matraz Erlenmeyer se disuelven 10 g de NBS en 125 mL de agua a 90-95 °C. Se agita hasta disolución total y se introduce en un baño de hielo. Se filtra a vacío y se deja secar al aire o haciendo fuerte vacío.

## Precauciones
- Aunque el NBS es más fácil y seguro de usar que el bromo se debe evitar la inhalación.
- Debe guardarse en una nevera.
- El NBS se descompone con el tiempo liberando bromo.
- El NBS puro es blanco, aunque a menudo se puede encontrar blanco apagado o algo marrón debido al bromo.
- En general las reacciones con NBS son exotérmicas.
- Además deben tenerse especial precaución cuando es usado en abundancia.